# Minami Ozaki
Minami Ozaki (jap. 尾崎 南, Ozaki Minami; * 27. Februar 1968 in Hiratsuka als Ryō Minami) ist eine japanische Mangaka, deren Manga hauptsächlich dem Shōnen-Ai-Genre zuzuordnen sind.

## Leben
Ozaki Minami wurde am 27. Februar 1968 in Hiratsuka, Präfektur Kanagawa, als Ryō Minami (南 亮, Minami Ryō) geboren. Ihren Namen änderte sie im Oktober 1986 nach ihrem Idol Ozaki Yutaka. Darüber hinaus veröffentlicht sie auch manchmal unter dem Pseudonym Minami Himemuro (姫室 ミナミ, Himemuro Minami) oder auch Minami Namikaze (波風 ミナミ, Namikaze Minami).
Minami fing als Dōjinshi-Zeichnerin an. Ihre erste professionelle Veröffentlichung war die Kurzgeschichte Chūsei no Akashi (dt. Treuebeweis), die 1988 im japanischen Manga-Magazin Margaret veröffentlicht wurde. Ein Jahr darauf, 1989, schaffte die Zeichnerin ihren Durchbruch mit dem Shōnen-Ai-Manga Zetsuai (dt. Absolute Liebe) und dessen Nachfolger Bronze, an dem sie seit 1991 arbeitet. Damit wird Minami oft als Pionierin auf dem Gebiet des Shōnen Ai bezeichnet. Parallel zu diesem Werk zeichnet sie weiterhin Dōjinshi.
Die Werke Minamis sind von Dramatik, Tragik und Liebe geprägt. Dabei spiegelt sich das Exzentrische und Extreme, das die Zeichnerin selber auszeichnet, wider. Auch ihre Vorliebe für düstere Symbolik, beispielsweise Ketten, Blut und auch Hakenkreuze, verarbeitet sie in den Mangas.
Minamis Mangas sind unter anderem ins Deutsche, Französische, Italienische und Spanische übersetzt worden.

## Werke
- Chūsei no Akashi (忠誠の証し), 1988
- Shoukei (憧憬), 1988
- Miroku (彌勒), 1989
- 3 Days, 1989
- Ballad (バラード), 1989
- Zetsuai (絶愛-1989-), 1989–1990
- Bad Blood, 1991–1992
- Bronze, 1991–2011
- Devil Children (でびちる), seit 2011
- Genji the Death's Friend (東京ゲンジ物語), seit 2014